# عديمة الدروع
عديمة الدروع (الاسم العلمي: Anaspidacea)، رتبة دويبات من القشريات، تضم أحد عشر جنسًا في أربع فصائل. تتنوع الأنواع في فصيلة عديمات الدروع من أنماط تعيش في أحيائية مائية جوفية قاسية (التي تعيش تحت الأرض فقط) إلى الأنواع التي تعيش في البحيرات (ولاية) والجداول وبرك الأراضي السبخة (الغمقة)، ولا توجد إلا في ولاية تسمانيا.